# Park Kyung-Ho
Park Kyung-Ho (en coreano: 박경호; 9 de marzo de 1963) es un deportista surcoreano que compitió en judo. Ganó una medalla de oro en los Juegos Asiáticos de 1986, y una medalla de plata en el Campeonato Asiático de Judo de 1988.

## Palmarés internacional
| Juegos Asiáticos    | Juegos Asiáticos     | Juegos Asiáticos | Juegos Asiáticos |
| Año                 | Lugar                | Medalla          | Categoría        |
| ------------------- | -------------------- | ---------------- | ---------------- |
| 1986                | Seúl (Corea del Sur) | Medalla de oro   | –86 kg           |
| Campeonato Asiático |                      |                  |                  |
| Año                 | Lugar                | Medalla          | Categoría        |
| 1988                | Damasco (Siria)      | Medalla de plata | –86 kg           |